# Pardosa atrata
Pardosa atrata este o specie de păianjeni din genul Pardosa, familia Lycosidae. A fost descrisă pentru prima dată de Thorell, 1873. Conform Catalogue of Life specia Pardosa atrata nu are subspecii cunoscute.